# 孙晓村

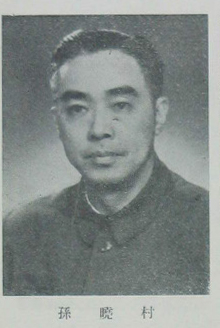
孫曉村近照

孙晓村（1906年11月11日—1991年5月4日），名震，号春霆，浙江余杭人，中华人民共和国政治人物，原副国级领导人，原全国政协副主席。

## 生平
孙晓村于1924年考入震旦大学。1929年自中法大学服尔德学院文学史地系毕业。1933年加入中国农村经济研究会。后又任行政院农村复兴委员会专员、南京救国会负责人等。1936年参与组织全国各界救国联合会并任常务理事。同年因救国会七君子案而被捕，翌年出狱。抗日战争初期任职于经济部农本局、江西调整米穀联合办事处。1939年起，历任第三战区购粮委员会副主任委员、粮食管理处副处长、军粮巡回督察团主任委员等。抗战结束后，曾任上海兴华制茶公司副总经理、上海法政学院教授。1945年加入中国民主革命同盟，并于1948年任工作委员会主席。1949年加入中国民主建国会。
中华人民共和国成立后，历任政务院财政经济委员会委员、财经计划局副局长。1950年出任中国银行第一届董事会公股董事。1951年至1960年间任北京农业大学校长。1983年任中央社会主义学院院长。1985年任中国工商经济开发公司副董事长。1988年当选第七届全国政协副主席。1991年逝世。